# Le Temps (quotidien français, 1861-1942)
Pour les articles homonymes, voir Le Temps.
Le Temps est un quotidien français publié à Paris du 25 avril 1861 au 29 novembre 1942.

## Histoire

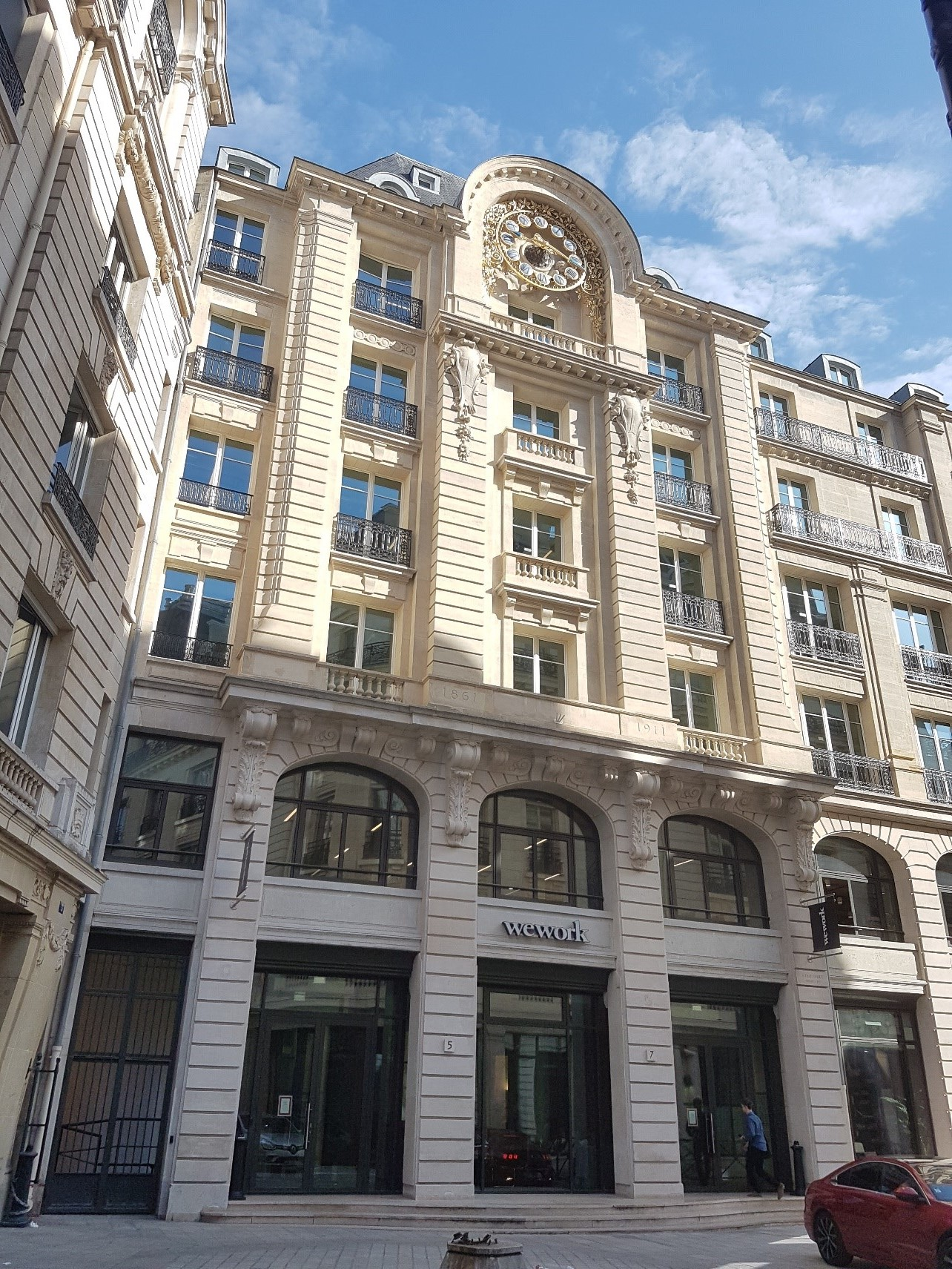
Le 5-7 rue des Italiens à Paris, siège historique du journal Le Temps, ayant par la suite été utilisé par Le Monde (de 1944 à 1989).

Le journal fut fondé au no 10 de la rue du Faubourg-Montmartre (jusqu'en décembre 1884 puis au no 5 du boulevard des Italiens) par Auguste Nefftzer, journaliste français qui le dirigea pendant 10 ans, avant de céder la place à Adrien Hébrard. Son nom fait référence au fameux journal anglais The Times. S'inspirant à l'origine de la philosophie libérale à forte tendance protestante de son fondateur, le journal connut des débuts difficiles et dut être soutenu financièrement par des industriels alsaciens, amis de Nefftzer. Mais, considéré comme un journal fiable et bien fait, Le Temps vit son tirage croître, passant d'à peine 3 000 exemplaires en 1861 à 11 000 exemplaires en 1869, et à 22 000 exemplaires en 1880. Il devient le journal le plus sérieux de la Troisième République et s'impose comme le journal de référence destiné aux élites.[source insuffisante], bien que son tirage soit faible comparé au million d'exemplaires quotidiens de certains journaux populaires. Le Temps s'en distingue grâce à son grand format (55 x 72 cm) et son prix, jusqu’à trois fois plus élevé  que les autres.
De 1867 à 1890, le duc d'Aumale est un des actionnaires principaux du journal.
À partir de 1870, le journal pratique l'anonymat de la rédaction politique, ce qui lui permettra longtemps de marquer son indépendance et de faire autorité face à ses grands concurrents, Le Figaro et le Journal des débats. L'édition de Paris est suspendue du 7 au 19 mai 1871, par la Commune, mais la publication de l'édition de Saint-Germain-en-Laye, mise en place en prévision, continue. C'est l'un des deux quotidiens français à l'époque les plus tournés vers l'actualité internationale, avec le quotidien monarchiste modéré Le Soleil. L'information est jugée de qualité, sérieuse et objective, principalement à ses débuts, avant d'être classée plutôt au centre gauche lorsque Nefftzer le cède à Hébrard en 1873 puis républicain conservateur. Il atteint 30 000 exemplaires en 1914.
Journal conservateur, il combat le projet d'impôt sur le revenu défendu notamment par le député Jean Jaurès, qui serait venu se substituer à une fiscalité dominée par quatre contributions directes (contribution financière et personnelle mobilière). Un système jugé inégalitaire par Jaurès puisqu'il n'est pas indexé sur le niveau de revenu de chaque citoyen. En dépit de son image honorable, le journal n’hésite pas à accepter des subventions cachées venant de la diplomatie de certains petits pays.
Pendant l'entre-deux-guerres, les fils d'Adrien Hébrard se succèdent à la direction du journal : Émile jusqu'en 1925, Adrien jusqu'en 1929, année où il cède toutes ses parts à l'homme politique Louis Mill. Au décès de ce dernier, le public apprend dans une lettre découverte dans un de ses coffres qu'il est le prête-nom d'un « consortium » regroupant des organisations patronales, le Comité des forges, le Comité central des houillères de France, l'Union des industries métallurgiques et minières et la Confédération générale du patronat français. Dès lors, la gauche et l'extrême droite identifient le journal au Comité des Forges bien que ces organisations ne soient pas représentées en tant que telles dans le quotidien mais « par des particuliers ou par quelques sociétés agissant à titre individuel ». Il prend en 1934 position en faveur de l'écrasement des sociaux-démocrates autrichiens par le régime d'Engelbert Dollfuss. Il devient par la suite le quotidien officieux du Quai d'Orsay : son approbation, par anticipation, de l'abandon de la Tchécoslovaquie à Munich en 1938 provoque la démission de son représentant à Prague, Hubert Beuve-Méry.
Comme d'autres quotidiens nationaux (Le Figaro, Paris-Soir), Le Temps se replie à Lyon en zone libre en 1940. En réponse à l'invasion allemande de la zone Sud le 11 novembre 1942, les deux codirecteurs, Jacques Chastenet et Émile Mireaux, sabordent tardivement le journal le 28 novembre 1942 (Le Figaro s'arrête le 11 novembre et Le Progrès le 12 novembre).
Après guerre, le journal est visé par l'ordonnance du 30 septembre 1944 sur les titres ayant paru sous l'occupation de la France par l'Allemagne, ses locaux situés no 5 de la rue des Italiens sont réquisitionnés et son matériel est saisi. Le Monde, qui commence à paraître en 1944, sera le bénéficiaire de cette confiscation : la typographie et le format resteront longtemps hérités du Temps. Hubert Beuve-Méry fera de son nouveau quotidien un journal de référence, jouissant d'une grande notoriété à l'étranger.

## Journalistes ayant contribué
- Charles-Edmond Chojecki (1822-1899), cofondateur et directeur de rédaction du journal[12] ;
- Raoul Bailly (1903-1973), journaliste y ayant travaillé avant la Seconde Guerre mondiale ;
- Louis Blanc (1811-1882), exilé à Londres, il y publie notamment un article intitulé « Réforme électorale en perspective » qui décrit le système proposé par John Stuart Mill ;
- Georges Bruni (1887-1973) ;
- Jules Claretie (1840-1913), chronique parisienne et artistique ;
- Georges Clemenceau (1841-1929), correspondant américain du quotidien de 1865 à 1870 ;
- Anatole France (1844-1924), chronique littéraire de 1866 à 1893[13] ;
- Henri-Félix de Lamothe (1843-1926), entre juillet et août 1875 ;
- Abel Hermant (1862-1950) ;
- René-Jean (1879-1951), de 1936 à 1942 ;
- Ludovic Naudeau (1872-1949) ;
- Albert Réville (1826-1906), collabore de 1873 à la fin de ses jours[14] ;
- Paul Rousseau (1868-1941), responsable de la rubrique sportive à partir de 1903 ;
- Francisque Sarcey (1827-1899), critique dramatique de 1867 à la fin de ses jours ;
- Émile Hennequin (1858-1888), responsable du Bulletin de l'étranger jusqu'à sa mort ;
- Francis de Pressensé (1853-1914), responsable du Bulletin de l'étranger de 1887 à 1905 ;
- André Tardieu (1876-1945), en 1903, puis responsable du Bulletin de l'étranger de 1905 à 1914 ;
- Auguste Villemot (1811-1870) ;
- Frédéric Weisgerber (1868-1946), correspondant au Maroc ;
- Claude Berton, critique dramatique ;
- Victor Joze (1861-1933), correspondant en Russie ;
- Paul Cunisset-Carnot (1849-1919), auteur de la chronique La Vie à la campagne (1907-1914), prix Fabien 1908 de l'Académie française[15].
- Roland de Marès, 1910-1939, correspondant politique[16].

## Pour approfondir